# دار الغيل (بعدان)

تعديل مصدري - تعديل

دار الغيل محلة تابعة لقرية الجمري، التابعة لعزلة الحرث بمديرية بعدان إحدى مديريات محافظة إب في الجمهورية اليمنية، بلغ تعداد سكانها 39 حسب تعداد اليمن لعام 2004.